# 坦巴赫-迪特哈茨
坦巴赫-迪特哈茨（德語：Tambach-Dietharz，發音：[ˈtambax ˈdiːtˌhaːɐ̯ts]）是德国图林根州哥达县的城市，面积41.63平方千米，2023年12月31日人口为4,318人。